# Klas Östergren
Klas Östergren (* 20. února 1955, Stockholm, Švédsko) je švédský spisovatel, scenárista a překladatel anglické literatury.

## Životopis
Svůj první román Attila napsal ve dvaceti letech. V období 1982 až 1989 byl ženatý se švédskou herečkou Pernillou Augustovou. Mají spolu dceru Agnes. Roku 2012 získal Literární cenu Selmy Lagerlöfové. V roce 2025 mu švédský král udělil vyznamenání Litteris et Artibus.

## Dílo
- Attila (román, 1975)
- Ismael (román, 1977)
- Fantomerna (román, 1978)
- Gentlemen (román, 1980)
- Giganternas brunn (román, 1981)
- Slangbella (1983)
- Fattiga riddare och stora svenskar (román, 1983)
- Hoppets triumf (ilustrace Torsten Jurell, 1986)
- Plåster (román, 1986)
- Ankare (román, 1988)
- Ge mig lite sodavatten. En opera buffa (1988)
- Handelsmän och Partisaner (román, 1991)
- Under i September (román, 1994)
- Veranda för en tenor (román, 1996)
- Med stövlarna på och andra berättelser (povídky, 1997)
- Konterfej (román, 2001)
- Tre romaner (trilogie Ankare, Handelsmän och Partisaner a Under i September i en volym, 2001)
- Tre porträtt (povídky, 2002)
- Gangsters (román, 2005)
- Orkanpartyt (román, 2007)
- Den sista cigaretten (román, 2009)
- Kvinna i starkt ljus (sbírka Giganternas brunn, Med stövlarna på a Tre porträtt, 2012)

## Scénáře (výběr)
- 1996: Jerusalem, podle románu Selmy Lagerlöfové
- 1999: Veranda för en tenor, podle Med stövlarna på och andra berättelser
- 1999: minisérie Offer och gärningsmän pro státní švédskou televizi SVT

## Překlady (výběr)
- z angličtiny: J. D. Salinger The Catcher in the Rye
- do angličtiny: Henrik Ibsen, hry a dramata

## Ocenění
- 1989: Cena Eyvinda Johnsona
- 2005: Velká cena Devíti
- 2012: Literární cena Selmy Lagerlöfové